# Janggunita
La janggunita és un mineral de la classe dels òxids. Rep el seu nom de la seva localitat tipus, la mina Janggun, a Corea del Sud.

## Característiques
La janggunita és un òxid de fórmula química (Mn4+,Mn2+,Fe3+)₆O₈(OH)₆. Va ser aprovada com a espècie vàlida per l'Associació Mineralògica Internacional l'any 1975. Cristal·litza en el sistema ortoròmbic. La seva duresa a l'escala de Mohs es troba entre 2 i 3.
Segons la classificació de Nickel-Strunz, la janggunita pertany a «04.FG - Hidròxids (sense V o U), amb OH, sense H₂O; sense classificar» juntament amb els següents minerals: cesarolita i kimrobinsonita.

## Formació i jaciments
Va ser descoberta l'any 1975 a la mina Janggun, a la localitat de Bonghwa-gun, a Gyeongsangbuk-do (Corea del Sud). També ha estat descrita a altres dos indrets: un a les mines de Roua, a Daluis, a la regió de Provença – Alps – Costa Blava (França), i l'altre a l'àrea d'Imini, a la província d'Ouarzazate, al Marroc.